# 이스타지우 캄푸 데스포르티부
마카오 올림픽 스포츠센터 스타디움(포르투갈어: Centro Desportivo Olímpico - Estádio, 중국어 간체자: 奥林匹克体育中心-运动场, 정체자: 奧林匹克體育中心-運動場, 병음: àolínpǐkètǐyùzhōngxīn-yùndòngcháng)은 마카오의 운동 시설이다. 옛 명칭인 마카오 운동장으로도 알려져 있으며, 마카오 올림픽 스포츠센터 단지 내의 한 시설이다.
경기장에 위치한 타이파 운동장도로, 1997년부터 사용하기 시작하였고, 2005년 동아시아 경기 대회 용도로 2004년부터 증축을 시작하였고, 2005년 8월 3일 증축완공되었다.
운동장은 35,585 평방 미터가량 사용하고, 최대 16,000명까지 관중 수용할 수 있다.

## 역사
메인스타디움은 1995년에 건축하였고,당시 명칭은 마카오 운동장(포르투갈어: Estádio Campo Desportivo)이었다.
2005년 동아시아 경기 대회 개막식을 위해 2004년 증축을 시작하였고, 다기능 체육관을 건설하였다. 2005년 8월 3일 증축을 완료하였다.
2005년 10월 29일부터 11월 6일까지 2005년 동아시아 경기 대회 개막식을 위해 메인스타디움내 육상트랙정비를 하였다.
2007년 10월 26일, 2007년 실내 아시안 게임 개막식이 개최되었다.
2010년 7월 12일, 《마카오 특별행정구 성명》제100/2010호에 의거 이름이 마카오 올림픽 스포츠센터 스타디움 (포르투갈어: Estádio Centro Esportivo Olímpico)으로 명명되었고, 효력은 그 다음날부터 발생되었다.

## 인접한 시설
- 올림픽 스포츠센터-수영장
- 마카오키 센터
- 2007년 실내 아시안 게임 조직위원회 본부
- 마카오 과학기술대학교운동장 및 체육관
- 마카오 자키 클럽

## 사진 갤러리

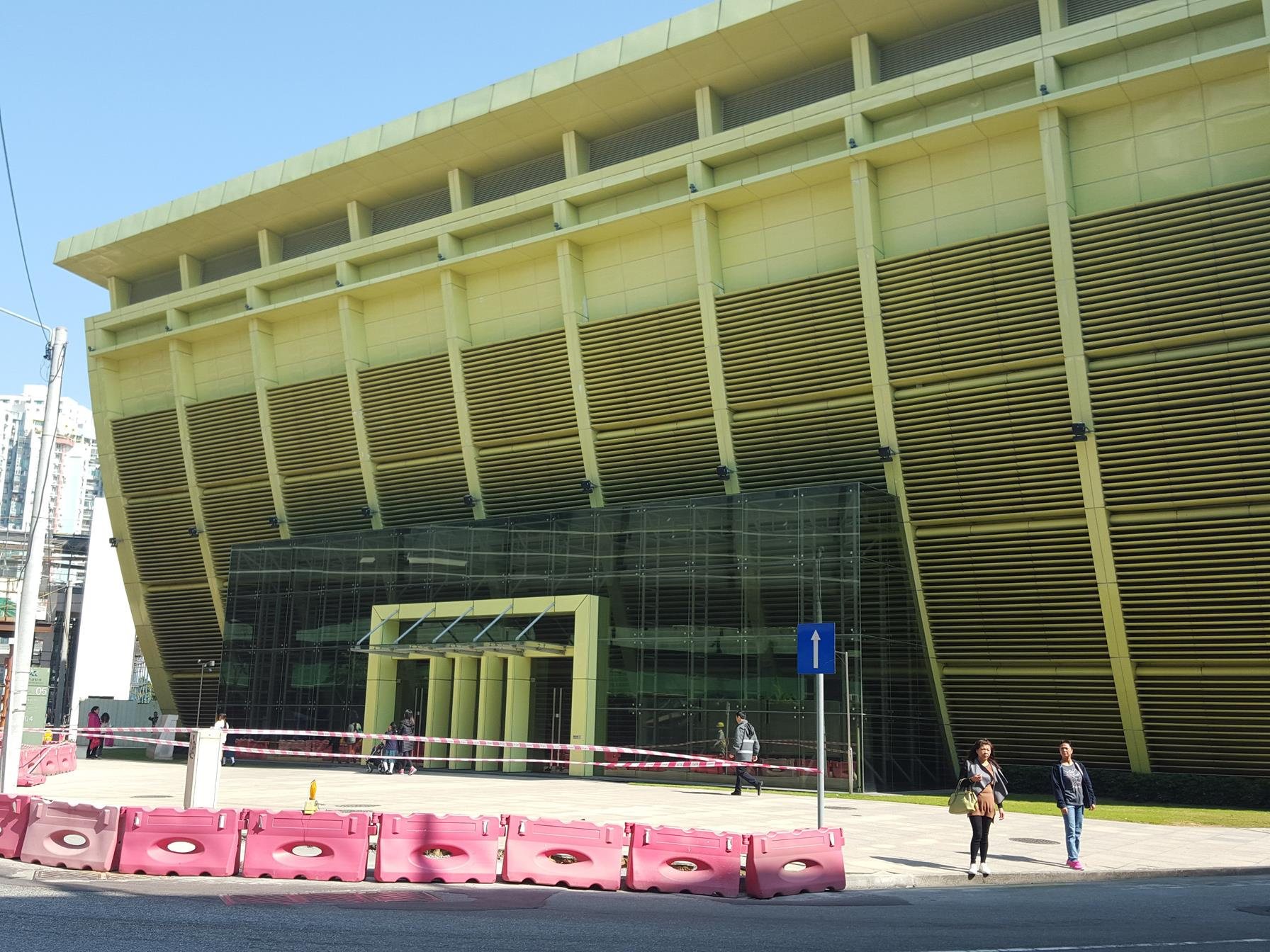
올림픽 스포츠센터-스타디움 실내 Hall
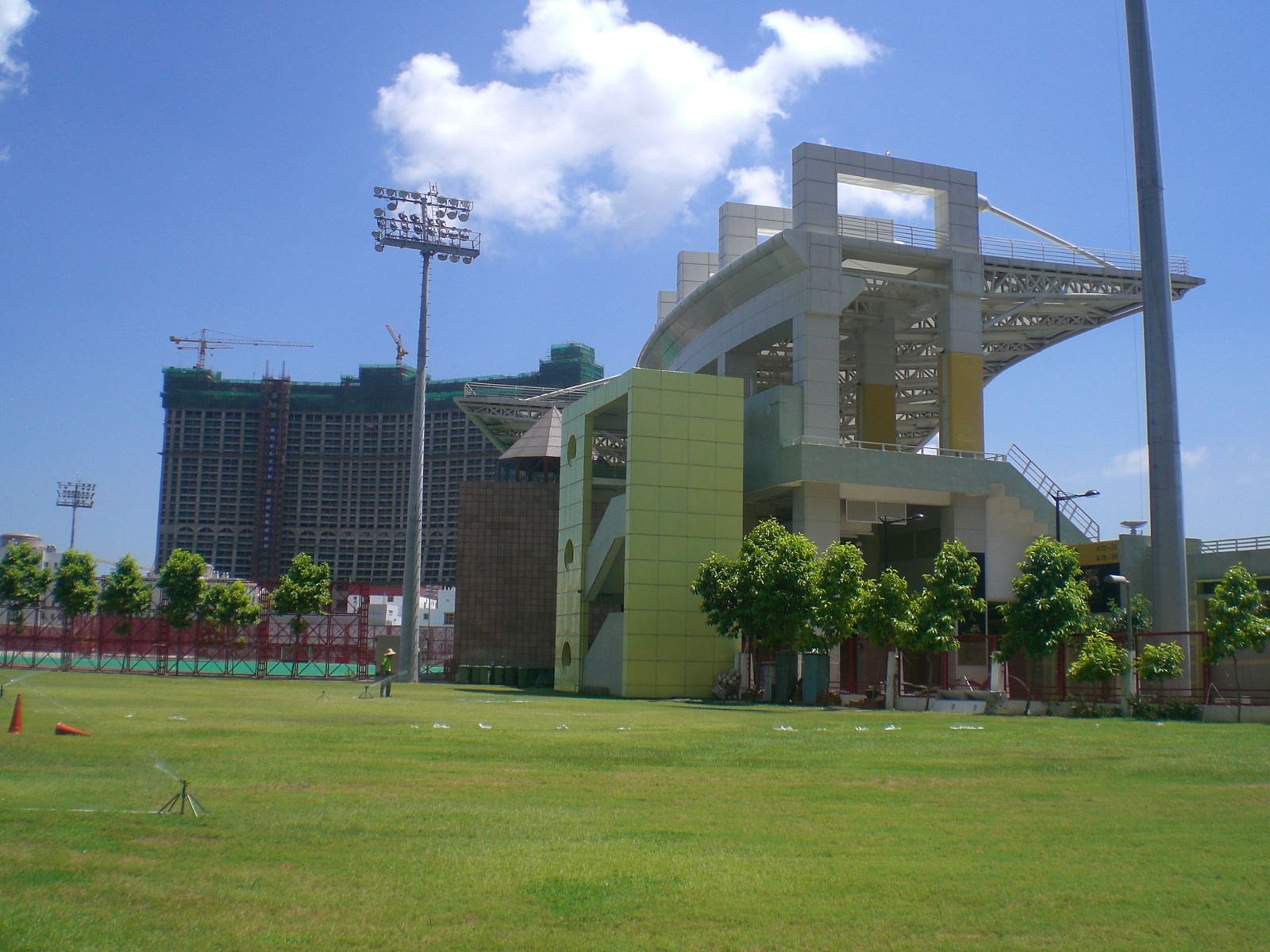
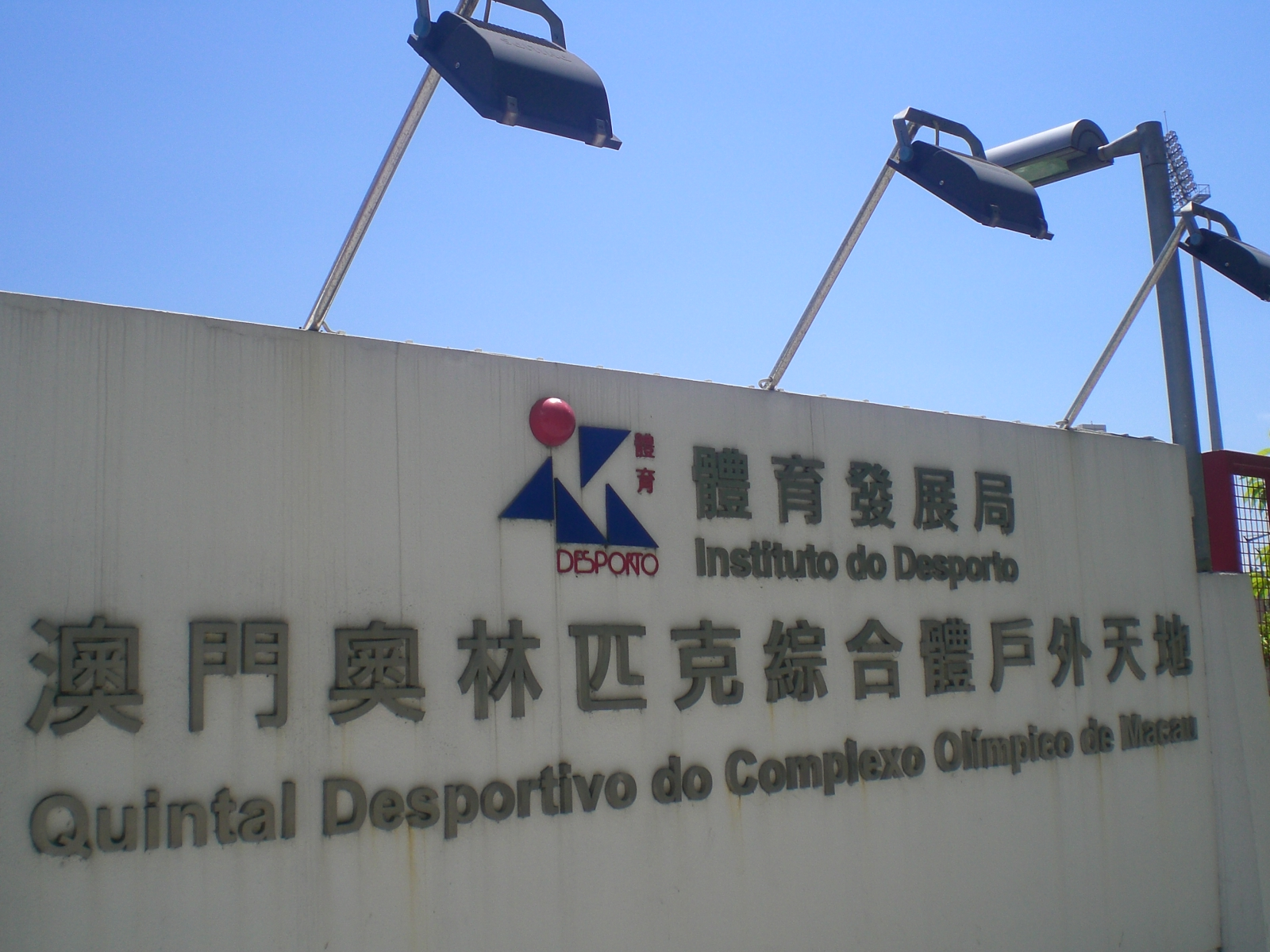
올림픽 스포츠센터-옥외 세계

## 주요 축구 경기
| 2018년 FIFA 월드컵 아시아 지역 1차 예선 2015년 3월 17일 | 마카오 | 1 - 1 | 캄보디아 | 마카오 올림픽스포츠센터운동장 (타이파)       |  |  |
|                                                         |        |       |          | 관중 수: 1,000 심판: 야쿠브 압둘 바키 (오만) |  |  |
|                                                         |        |       |          |                                              |  |  |

## 대규모 이벤트
- 마카오 반환 경축 행사
- 2005년 동아시아 경기 대회
- 2006년 포르투갈어권 게임
- 2007년 실내 아시안 게임